# Leisure Suit Larry in the Land of the Lounge Lizards
Leisure Suit Larry in the Land of the Lounge Lizards ist ein Text-Adventure-Computerspiel, das von Sierra On-Line entwickelt wurde und am 4. Juli 1987 initial für DOS und Apple II erschien. Es wurde später auf Amiga, Atari ST, Apple IIgs, Macintosh und Tandy Color Computer 3 portiert. Es verwendet intern den Adventure Game Interpreter.
Sierra selbst veröffentlichte 1991 ein Computerspiel-Remake unter dem Titel Leisure Suit Larry 1: In the Land of the Lounge Lizards für DOS, Apple Macintosh und Amiga unter Verwendung des Sierra Creative Interpreter mit 256-Farben und einer Point-and-Click-Adventure Oberfläche. Die Neuauflage und das Originalspiel wurden bei Steam digital wiederveröffentlicht. Bei GOG.com sind beide Versionen in einer Computerspielesammlung der ersten 5 Teile enthalten und werden mit einer vorkonfigurierten ScummVM ausgeliefert.
Mit Leisure Suit Larry: Reloaded wurde der erste Teil der Reihe Leisure Suit Larry 2013 nochmals wieder aufgelegt, nachdem Designer Al Lowe in einer Kickstarter-Kampagne genügend Unterstützer mobilisieren konnte. Hier wurden neben hochauflösender Grafik das Spiel auch voll vertont und neue Puzzle und Charaktere eingefügt.

## Entwicklung
Nach dem Verlust der Lizenzen für Disney-Charaktere, die vorwiegend in Bildungsspielen von Sierra verwendet wurden, erinnerte man sich an den Erfolg von Softporn Adventure zurück. Designer Al Lowe sollte das Spiel nochmals mit Grafik umsetzen. Damals war das Spiel Softporn technisch und von der Sprache derart veraltet, dass Al Lowe einen neuen humoristischen Ansatz wählte. Puzzles und Schauplätze wurden behalten, aber auch zahlreiche Elemente verworfen, so dass es nur lose darauf basiert. Lowe erhielt keine Vorfinanzierung und programmierte das Spiel innerhalb von drei Monaten aus eigenen Mitteln während Mark Crowe abends und am Wochenende die Grafiken zeichnete.
Der Name des Protagonisten geht auf einen Verkäufer bei Sierra zurück, dessen Lebensstil Ähnlichkeiten aufwies. Dieser verließ die Firma jedoch und so wurde lediglich sein Vorname verwendet. Den Nachnamen wählte Al Lowe nach Recherche in einem Wörterbuch, um die Initialen zu behalten. Da viele Witze mit dem ursprünglichen Namen zu tun hatten, mussten diese umgeschrieben werden.
Den Quelltext des Spiels versteigerte Al Lowe Jahrzehnte später bei eBay. Da Sierra weder ein Archiv anlegte und noch Sicherungskopien von den Spielen machte, handelt es sich dabei um ein Unikat.

## Handlung
Der Protagonist Larry Laffer, eine 38-jährige Jungfrau lebt noch im Keller bei seiner Mutter. Der Einsamkeit zum Trotz verschlägt es ihn in die Vergnügungsstadt Lost Wages (eine Parodie auf Las Vegas) um endlich die Frau seiner Träume zu finden. Larry startet mit einem aus der Mode gekommenen Freizeitanzug (engl. leisure suit) der 1970er-Jahre und 94 Dollar.

## Spielprinzip
Larrys Bewegungen werden mit den Pfeiltasten gesteuert. Zudem werden Befehle in einen Textparser eingegeben, um Aktionen auszuführen, wobei die Spielfigur in der Nähe der Objekte stehen muss. Die Spieler haben 7 Stunden in Echtzeit, um das Spiel zu beenden, ansonsten begeht der Protagonist Suizid, was zum Game over führt. Um das limitierte Startkapital zu vergrößern, kann im Casino am Spielautomaten und Black Jack gespielt werden.

## Rezeption
Aufgrund der Hintergrundgeschichte, die Nacht mit möglichst vielen Frauen zu verbringen, sei nicht jugendfrei. Durch die fehlende Übersetzung ins Deutsche seien allein schon die Eingangsfragen im Multiple Choice Verfahren selbst für Erwachsene schwer zu beantworten. Grafik und Sound auf dem Amiga seien nicht optimal. Es wirke, wie mit einem Baukastensystem erstellt, da es sehr starke Ähnlichkeiten zu anderen Sierra Adventures aufweise. Amiga Joker verglich das EGA-Original direkt mit der VGA-Neuauflage. Die bildschirmfüllende Grafik sei damals für Adventure ungewöhnlich gewesen. Die Neufassung sei jedoch deutlich zeitgemäßer.
Retrospektiv sei das Spiel nicht gut gealtert. Es sei langsam, sexistisch und größtenteils erschreckend humorlos.
Nach der Veröffentlichung war es zunächst Sierras Spiel mit den schlechtesten Verkaufszahlen. Zum Weihnachtsgeschäft hin stiegen die Verkaufszahlen jedoch rasant an. Nach einem Jahr war das Spiel immer noch in den Top 10-Verkaufscharts bei Unterhaltungssoftware.

## Fan-Portierung
Seit 2024 entsteht eine inoffizielle Umsetzung für den Commodore 64 basierend auf dem frei verfügbaren Quelltext.